# Суражский район (Витебская область)
Су́ражский район — административно-территориальная единица в составе Белорусской ССР, существовавшая в 1924—1960 годах. Центр в 1924—1957 гг. — Сураж, в 1957—1960 гг. — Яновичи.

## История
Суражский район был образован в 1924 году в составе Витебского округа. В 1926 году площадь района составляла 1213 км²,  население - 46,3 тыс. чел. В 1930 году, когда была упразднена окружная система, Суражский район перешёл в прямое подчинение БССР. В январе 1938 года с введением областного деления включён в состав Витебской области.
По данным на 1 января 1947 года район имел площадь 1,6 тыс. км². В его состав входили 2 городских посёлка (Сураж, Яновичи), 1 рабочий посёлок (Новка) и 16 сельсоветов: Ботаничский, Войтовский, Запольский, Комаровский, Котовский, Кравцовский, Куринский, Марченковский, Островский, Половский, Пудотский, Пышниковский, Станьковский, Суражский, Шабровский (центр — д. Озерки), Яновичский.
10 сентября 1957 года центр Суражского района Витебской области перенесён из городского посёлка Сураж в городской посёлок Яновичи.
20 января 1960 года Суражский район был упразднён, а его территория разделена между Витебским, Городокским и Езерищенским районами.
В состав Витебского района переданы сельсоветы Болашевский, Ботаничский, Войтовский, Запольский, Котовский, Кравцовский, Куринский, Новоселковский, Островский, Тарасенский, Яновичский и городские посёлки Сураж и Яновичи.
В состав Городокского района — Конашинский сельсовет.
В состав Езерищенского района — Шабровский и Хмельникский сельсоветы.